# Église du Saint-Sauveur de Spolète
Pour les articles homonymes, voir San Salvatore.
L'église du Saint-Sauveur (italien : chiesa di San Salvatore) est une basilique paléochrétienne située à Spolète, en Ombrie, en Italie. Inscrite le 25 juin 2011 aux Les Lombards en Italie. Lieux de pouvoir (568-774 après J.-C.)  par l'UNESCO l'église fait partie des sept sites situés dans les villes de  Cividale del Friuli, Brescia, Castelseprio, Spolète, Campello sul Clitunno, Bénévent et Monte Sant'Angelo. La candidature, introduite en 2008, portait la dénomination « Italia Langobardorum. Centre de pouvoir et de culte (568-774 ap. J-C) ».

## Histoire
L'église San Salvatore est une basilique paléochrétienne datant des IVe et Ve siècles et rénovée par les Lombards au VIIIe siècle.

## Architecture
Le plan de la basilique est 3 nefs et le presbytère qui comporte 3 corps est recouvert d'une voûte à base octogonale. L'abside semi-circulaire est flanquée de 2 locaux en forme d'abside, à voûte cruciforme et est fermée à l'extérieur par un mur rectiligne.

## Décoration
La décoration originale à base de stuc et peinture est perdue. Il ne reste que le riche entablement à frise dorique, soutenu par des colonnes doriques ou corinthiennes. De la façade originale du VIIIe siècle composée des pilastres et divisée en 2 par une corniche ne restent que les encadrements de fenêtre et les 3 portails sculptés de motifs classiques.

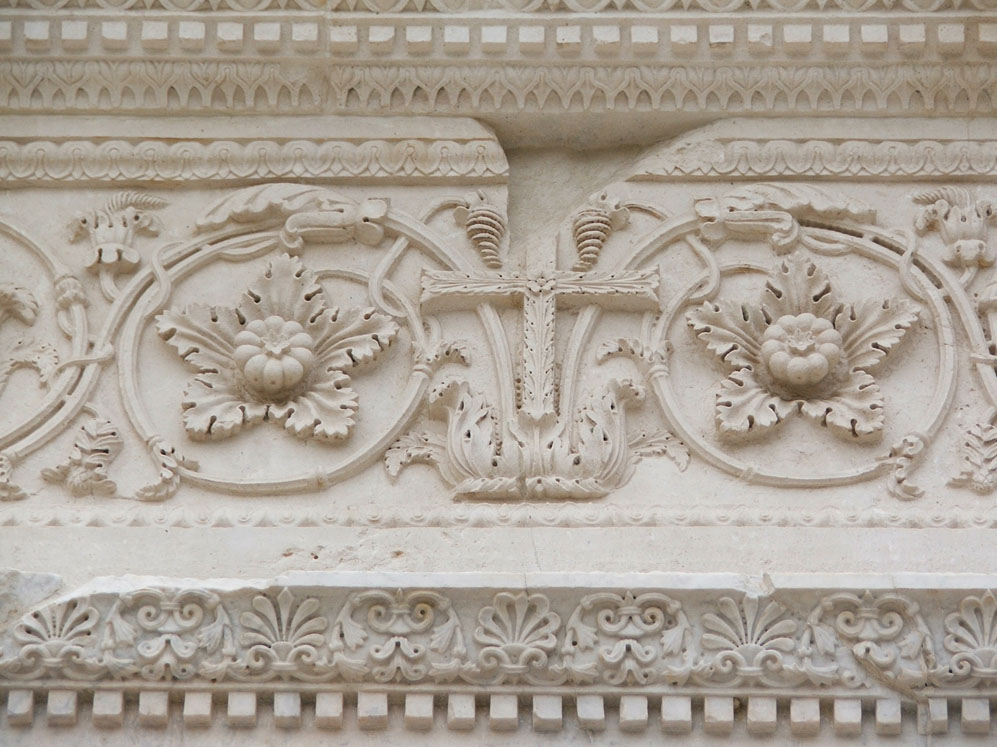
Détail du portail: rinceau en relief
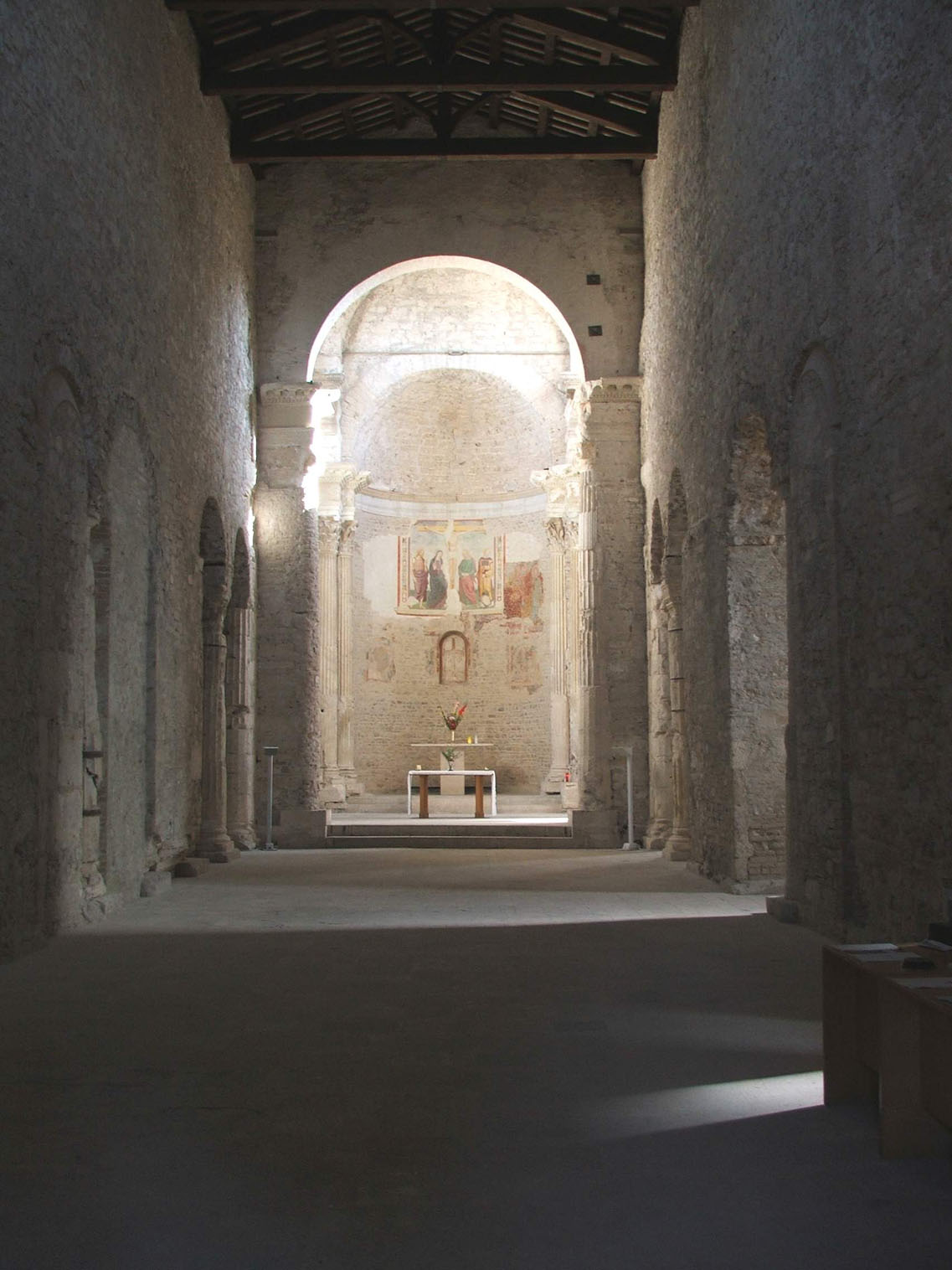
Nef centrale
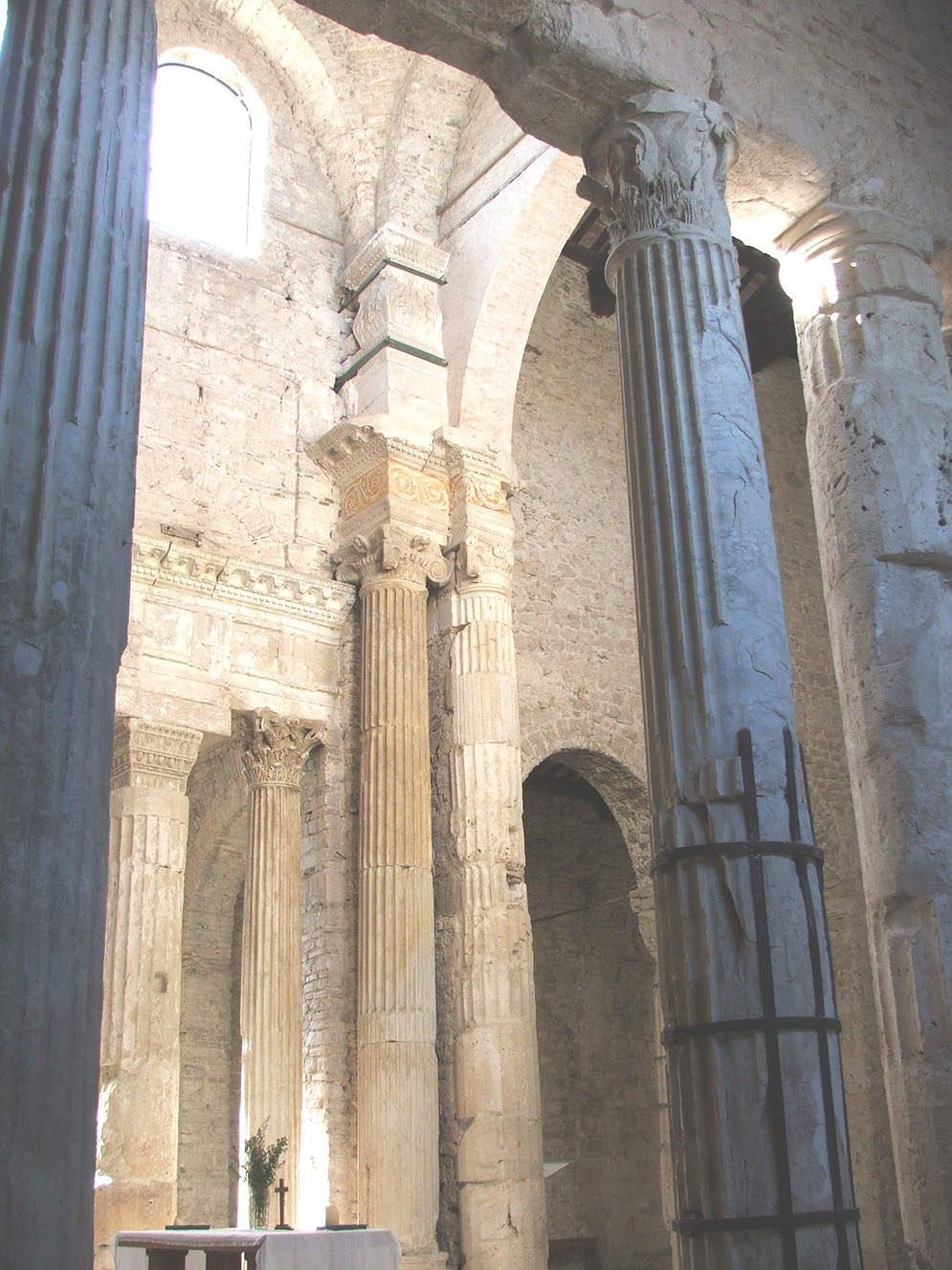
Presbytère